# SkySails

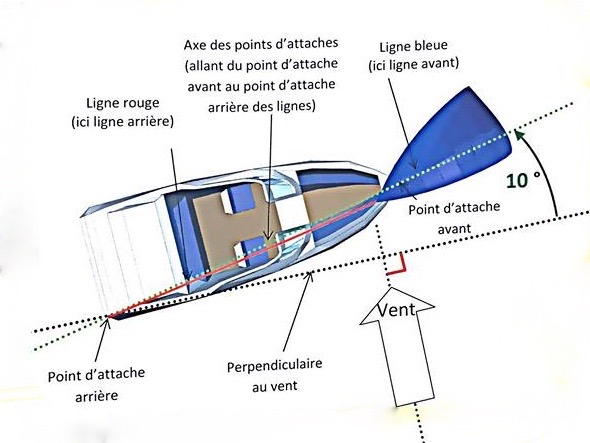
schema du systeme de propulsion Skysails

SkySails GmbH & Co. KG est une société allemande basée à Hambourg qui conçoit et commercialise des systèmes d'aide à la propulsion par la force du vent pour les navires cargo, les grands yachts et gros navires de pêche. La société a été fondée en 2001 par les ingénieurs Stephan Wrage et Thomas Meyer. Un centre de test a été créé à Wismar.

## Présentation
Le système de propulsion dénommé SkySails consiste en une gigantesque voile cerf-volant, d'un bras qui la contrôle, avec l'aide de l'électronique et permet de la déployer et de la rétracter automatiquement. Le système présente des similarités avec le kitesurfing. Après une série de tests menée en mer Baltique, la première installation sur un navire de commerce, le Beluga SkySails, a vu le jour en décembre 2007. La voile avec une surface de  320 m2 peut flotter à une altitude de 100 à 300 mètres, hauteur choisie car les vents y sont plus puissants qu'à la hauteur d'un mât classique. Un navire équipé d'un cerf-volant SkySails est censé consommer de 10 à 35 % de moins de carburant.
Le système repose sur trois composants essentiels :
1. Une voile de traction et un câble ou « remorque ».
2. Un système de largage et de récupération.
3. Un système de contrôle automatique (orientation de la voile).

Sur un voilier classique, les voiles sont fixées aux mâts, ici c'est une voile libre de forme comparable à celle d'un parapente et fabriquée dans un matériau textile approprié. La voile peut opérer à une altitude comprise entre 100 et 300 mètres où l'on trouve des vents plus forts et plus stables et délivre 2 à 3 fois plus de puissance au mètre carré qu'une voile conventionnelle[réf. nécessaire]. La force de traction est transmise au bateau par un câble synthétique enroulé sur un treuil.
Le système automatique de lancement et de récupération est installé sur le pont ; au moment du lancement un mât télescopique hisse la voile pliée en accordéon dans un conteneur, elle prend son envol et se déplie entièrement à son altitude de travail. Les phases de lancement et de récupération durent approximativement vingt minutes chacune et ne nécessitent aucune intervention humaine. Le système reçoit des consignes qui concernent la route fond choisie, ou une route par rapport à la direction du vent.

### Source
- (en) Cet article est partiellement ou en totalité issu de l’article de Wikipédia en anglais intitulé « SkySails » (voir la liste des auteurs).